# Елпіда Караманді
Елпіда Караманді (мак. Елпида Ставре Караманди, рум. Elpida Stavre Karamandi; 1 січня 1920, Флорина — 3 травня 1942, Бітола) — македонська партизанка арумунського походження, учасниця Народно-визвольної війни в Югославії, Народний герой Югославії.

## Біографія
Народилася 1 січня 1920 року. Під час навчання в школі поширювала пропагандистські листівки, часто вступала в конфлікти. Вважалася однією з найбільш відомих політичних активісток серед молоді Бітоли.

## Партизанський рух
Після нападу Німеччини на Югославію стала партизанкою, в червні 1941 року вступила у Союз комуністів Югославії. Стала очільницею партизанського підпілля, керуючи групами партизан, виконуючи завдання партії. Болгарська поліція незабаром заарештувала Елпіду, але після безуспішних допитів відпустила.

## Полон і тортури
3 травня 1942 її загін був оточений частинами болгарської армії і поліції. Елпіда Караманді померла, так і не видавши своїх соратників.
Посмертно нагороджена званням Народного героя Югославії 11 жовтня 1951.